# Peniswormen
Peniswormen (Priapulida) zijn een stam van het dierenrijk. Ze hebben een fors, cilindrisch lichaam met uitwendige ringen die geen echte segmentatie weergeven. Het lichaam is bedekt door een cuticula (een harde acellulaire laag), waaruit rondom de mond vele tanden zijn gevormd. De langste soort is ongeveer 15 cm lang. In de Noordzee komt de cactusworm (Priapulus caudatus) voor.

## Voeding, habitat en areaal
Peniswormen zijn rovers, die voorkomen in het slib van de koudere zeeën en oceanen (in Europa van de Belgische kust naar het noorden). Ze komen voor op diepten van 1 tot 4000 meter.

## Onderverdeling
- Orde Halicryptomorpha
  - Familie Halicryptidae
    - Geslacht Halicryptus
      - Halicryptus higginsi
      - Halicryptus spinulosus
- Orde Meiopriapulomorpha
  - Familie Meiopriapulidae
    - Geslacht Meiopriapulus
      - Meiopriapulus fijiensis
- Orde Ottoiomorpha  †
- Orde Priapulomorpha
  - Familie Priapulidae
    - Geslacht Acanthopriapulus
      - Acanthopriapulus horridus

    - Geslacht Priapulopsis
      - Priapulopsis australis
      - Priapulopsis cnidephorus
      - Priapulopsis bicaudatus

    - Geslacht Priapulus
      - Priapulus abyssorum
      - Priapulus caudatus (Cactusworm)
      - Priapulus tuberculatospinosus

  - Familie Tubiluchidae
    - Geslacht Tubiluchus
      - Tubiluchus arcticus
      - Tubiluchus australensis
      - Tubiluchus corallicola
      - Tubiluchus philippinensis
      - Tubiluchus remanei
      - Tubiluchus troglodytes
      - Tubiluchus vanuatensis

    - Geslacht Paratubiluchus  †
- Orde Selkirkiomorpha  †
- Orde Seticoronaria
  - Familie Chaetostephanidae
    - Geslacht Maccabeus
      - Maccabeus cirratus
      - Maccabeus tentaculatus